# Lintneria justiciae
Lintneria justiciae là một loài bướm đêm thuộc họ Sphingidae. Loài này có ở tây nam Brasil, miền đông Argentina và Uruguay.
There are orange-yellow transverse median lines on the abdomen upperside. Con trưởng thành bay vào cuối tháng 1 in Brazil.
Ấu trùng ăn Justicia, Petunia và Hyptis sidifolia.